# Al-Nayrizi
Abū’l-‘Abbās al-Faḍl ibn Ḥātim al-Nairīzī (în arabă: أبو العباس الفضل بن حاتم النيريزي‎, în latină: Anaritius, Nazirius, 865–922) a fost un matematician și astronom persan din Neyriz, provincia Fars, Iran.
A activat la Bagdad la curtea califului Mu'Tadid.
A comentat lucrările lui Ptolemeu și teoria paralelelor a lui Euclid, asupra cărora a făcut importante interpretări, bazate pe teoria filozofului grec Simplicius.
A stabilit teorema sinusurilor și a tangentelor.
A scris lucrări despre astrolabul sferic și a determinat direcția în care se află Mecca.
1. 1 2  Mo'in Encyclopedic Dictionary[*] Verificați valoarea |titlelink= (ajutor)
2. 1 2 3  MacTutor History of Mathematics archive
3. ↑  „Al-Nayrizi”, Gemeinsame Normdatei, accesat în 17 octombrie 2015
4. 1 2  Autoritatea BnF, accesat în 10 octombrie 2015
5. ↑  Anaritius, opac.vatlib.it